# Denys II d'Antioche
 (août 2021).
Pour les articles homonymes, voir Denys II.
Denys II d'Antioche fut patriarche d'Antioche de l'Église jacobite d'avril 897 au 18 avril 909.